# The Plain Dealer
The Plain Dealer é o principal jornal diário de Cleveland, Ohio, Estados Unidos. Ele tem a maior circulação de qualquer jornal de Ohio e foi um dos 20 principais jornais para circulação de domingo nos Estados Unidos em março de 2013.
Em dezembro de 2015, o The Plain Dealer tinha mais de 250.000 leitores diários e 790.000 leitores no domingo. O mercado de mídia do Plain Dealer, o Cleveland-Akron DMA (Área de Mercado Designada), é um dos 20 principais mercados nos Estados Unidos. Com uma população de 3,8 milhões de pessoas, é o quarto maior mercado do Centro-Oeste e o maior mercado de mídia de Ohio.
Em abril de 2013, The Plain Dealer anunciou que reduziria a entrega em domicílio para quatro dias por semana, inclusive no domingo. Isso entrou em vigor em 5 de agosto de 2013. Uma versão diária do The Plain Dealer está disponível eletronicamente e impressa em lojas, bancas de jornais e bancas de jornais.

## História e propriedade
O jornal foi criado em 1842, menos de 50 anos depois que Moses Cleaveland desembarcou nas margens do rio Cuyahoga em The Flats, e atualmente é de propriedade da Advance Publications (Newhouse Newspapers). A Plain Dealer Publishing Company está sob a direção de George Rodrigue (presidente). O jornal emprega mais de 700 pessoas.
Desde o final do século 20, como outros do ramo da mídia, o jornal tem enfrentado inúmeras mudanças, vendas, reestruturação e demissões de funcionários. Foi vendido em 1 de março de 1967 para a cadeia de jornais da S.I. Newhouse e está sob o controle da família Newhouse desde então. O documento era anteriormente mantido pelos fundos da propriedade Holden e operado como The Plain Dealer Publishing Company, parte da Forest City Publishing Company, que também publicou o Cleveland News até sua compra e posterior fechamento por seu principal concorrente, o Cleveland Press, de propriedade da EW Scripps Company, em 1960.
Em 18 de dezembro de 2005, o The Plain Dealer interrompeu a publicação de sua revista semanal Sunday Magazine, publicada há mais de 85 anos. O fim da Sunday Magazine do jornal foi atribuído ao alto custo do papel de jornal e à queda na receita. O PD transferiu os editores, designers e repórteres associados para outras áreas do jornal. Também garantiu aos leitores que as histórias que antes apareceriam na Revista Sunday seriam integradas a outras áreas do jornal.
Na manhã de quarta-feira, 31 de julho de 2013, quase um terço da equipe da redação foi eliminado por meio de demissões provindas do executivo e demissões voluntárias. O proprietário corporativo do Plain Dealer, a Advance Publications Inc., com sede em Nova York, uma empresa privada administrada pelos herdeiros da SI Newhouse, estava implementando uma estratégia para reduzir o cronograma de funcionários e publicações, a fim de se concentrar mais na entrega de notícias on-line. Anteriormente, em dezembro de 2012, sob um acordo com o Newspaper Guild, quase duas dezenas de funcionários da redação do sindicato aceitaram voluntariamente pacotes de indenização. A rodada de demissões de julho levou a acusações do Grêmio de que a administração havia enganado o sindicato, cortando mais funcionários do que o acordado.
Em 5 de agosto de 2013, o Northeast Ohio Media Group foi lançado e a The Plain Dealer Publishing Company foi formada. O Nordeste Ohio Media Group opera Cleveland.com e Sun Newspapers (também conhecidos como jornais suburbanos da Sun News ). É responsável por todas as vendas e marketing de anúncios multimídia do The Plain Dealer, Sun News e Cleveland.com. Ele também fornece conteúdo para o The Plain Dealer, Cleveland.com e Sun News. A Plain Dealer Publishing Company fornece conteúdo e publica impressa sete dias por semana. A empresa também fornece serviços de produção, distribuição, finanças, tecnologia da informação, contabilidade e outros serviços de suporte para a Plain Dealer Publishing Co. e Northeast Ohio Media Group.

## Prêmios e honras
- Prêmio Missouri de Jornalismo de Estilo de Vida de 2006[12]
- Prêmio Pulitzer para Cartum Editoral de 1953 (Edward D. Kuekes).
- Prêmio Pulitzer por Comentário de 2005 (Connie Schultz).[13][14][15][16]
- Prêmio Editor &amp; Publisher (em inglês) de 2003 (Doug Clifton)
- Recebeu 12 vezes o Prêmio de Associação de Fotógrafos de Notícias de Ohio (2001-2011, 2013).[17][18]
- Nove vezes vencedor do Prêmio de Excelência Geral da Ohio Associated Press:
  - 1994 (Divisão IV)
  - 2001, 2002, 2003, 2004, 2006, 2007, 2010, 2012 (Divisão V) [19][20]
- Duas vezes ganhador do Prêmio de Primeira Emenda da Ohio Associated Press (2001, 2004) [21]
- Inúmeros outros AP Awards em várias categorias individuais e específicas (Divisão V) [22]

## Preço, distribuição, circulação
O jornal diário custa US$ 1,50 e a edição de domingo/dia de ação de graças é de US$ 2,25 nas bancas/bancas de jornais. O preço semanal da assinatura completa é de $ 4,65. Esses preços se aplicam apenas à área de entrega em domicílio do The Plain Dealer, que são os condados do nordeste de Ohio em Cuyahoga, Lago, Geauga, Portage, Erie, Ottawa, Summit, Ashtabula, Medina e Lorain. The Plain Dealer está disponível em todo o estado em algumas bancas de jornais, inclusive na capital do estado, Columbus e em qualquer lugar dos EUA ou do mundo através do serviço de correio dos EUA, em que os preços são mais altos. O jornal relatou leitores diários de 543.110 e leitores de domingo de 858.376 em outubro de 2013.
A partir de 5 de agosto de 2013, a entrega em domicílio foi reduzida para quatro dias por semana; uma edição "premium" (completa) na quarta, sexta e domingo e uma versão bônus no sábado. Os assinantes das três edições premium têm acesso a uma versão digital sete dias por semana, que é uma réplica exata do jornal da manhã. Uma edição impressa ainda está disponível diariamente em lojas, bancas de jornais e bancas de jornais.

## Escritórios
The Plain Dealer anteriormente operava uma variedade de agências de notícias. Em meados de 2014, o escritório da capital do estado em Columbus e o escritório de Washington foram transferidos para o Northeast Ohio Media Group, como mostra as afiliações de seus chefes.

## Seções principais
The Plain Dealer está organizado em várias seções principais, dependendo do dia da semana. A edição de domingo é, como em qualquer grande jornal diário dos EUA, a maior edição da semana. A organização atual entrou em vigor em 5 de agosto de 2013.
As principais seções impressas na maioria das edições incluem:

### Todas as edições
Notícia
Notícias locais, estaduais, nacionais e internacionais, página editorial / editorial e clima
Negócios
Notícias de negócios locais e nacionais, ações, títulos.
Esportes
Cleveland e notícias e comentários esportivos nacionais. A seção de esportes concentra seus repórteres de batida no Browns, Cavaliers, índios, basquete masculino do Cleveland State Vikings, futebol e basquete da América Central e futebol e basquete masculino do Ohio State Buckeyes.
Entretenimento
Inclui quadrinhos (impressos em cores), listagens de TV e a coluna de conselhos da Dear Abby.
Classificados
Casa, automóveis, empregos, outra publicidade classificada.

### Funcionalidades semanais

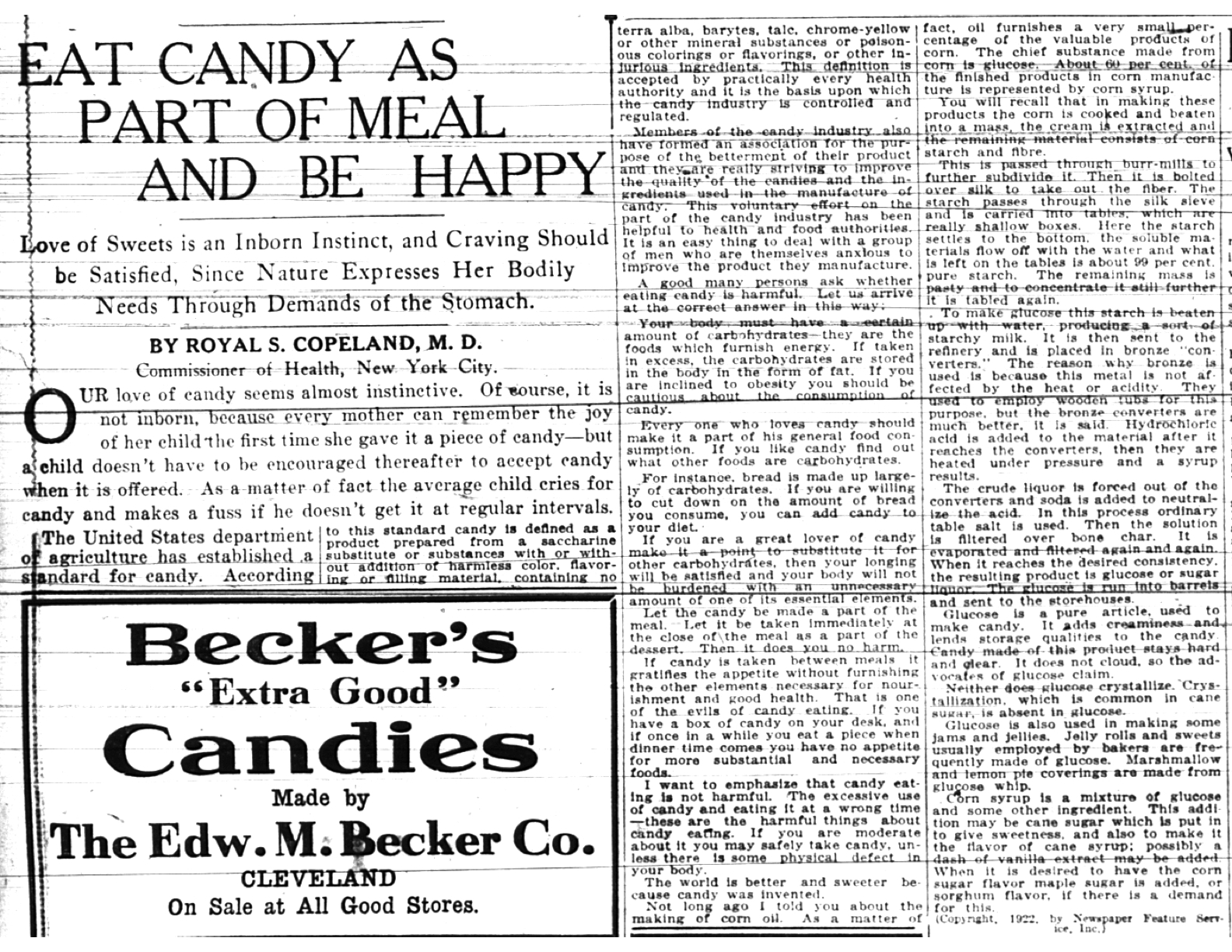
Em 8 de outubro de 1922, o The Plain Dealer publicou um artigo escrito por Royal S. Copeland dizendo aos Clevelanders: "Coma doces como parte de sua refeição diária e aproveite o melhor da saúde".

Sexta-feira! Revista
Revista de fim de semana com resenhas de filmes, calendários de eventos, resenhas de restaurantes e outras peças culturais / vida noturna. (Sexta-feira)
Paladar
Artigos e histórias sobre as últimas tendências em alimentos, local e nacional (quarta-feira)
Costa norte
detalhando tendências locais e histórias da comunidade. (Domingo)
Artes
seção de artes expandida. (Domingo)

seção de negócios expandida. (Domingo)
Buckeyes Extra
expandiu a cobertura de futebol do estado de Ohio. (Domingo)
Browns Extra
cobertura expandida de Browns (segunda-feira)
Fórum
seção editorial e de opinião ampliada. (Domingo)

### Seções descontinuadas
The Plain Dealer Sunday Magazine
descontinuado em 18 de dezembro de 2005
Estilo
descontinuado e incorporado ao Estilo & Paladar em 1 de julho de 2008
PDQ
uma seção dedicada a leitores mais jovens que foi descontinuada em 2008.

## Design
The Plain Dealer emprega um estilo moderno de jornal diário, mas sofreu mudanças dramáticas de estilo nos últimos anos  para atualizar a aparência da edição impressa. As edições de dia da semana e domingo apresentam regularmente as primeiras páginas com caixas de conteúdo na parte superior da página, detalhando as notícias. A largura física do papel também foi reduzida nos últimos anos, uma tendência em todo o setor de jornais.

## Críticas e controvérsias

### Inclinações políticas
The Plain Dealer foi criticado por colunistas liberais por manter posições geralmente conservadoras em sua página editorial, apesar de servir a uma base de leitores predominantemente democratas. Em 2004, o conselho editorial votou a favor do senador democrata americano John Kerry; depois que o editor Alex Machaskee o anulou, ordenando que o conselho escrevesse um endosso do republicano George W. Bush, o editor de páginas editoriais Brent Larkin convenceu Machaskee a negar qualquer endosso. A cobertura noticiosa é geralmente mais neutra, com notícias nacionais e internacionais frequentemente selecionadas de serviços de transmissão, incluindo o New York Times.
O jornal foi criticado por ser muito mole na cobertura do Sen. George Voinovich, de Ohio, e, no ciclo eleitoral de 2004 para o Senado dos EUA, não oferecendo cobertura justa, se houver, ao oponente de Voinovich, senador estadual. Eric Fingerhut, um democrata.

### A publicação de listas de detentores de armas ocultas
Em 2005, o jornal publicou duas vezes listas de detentores de licenças de armas ocultas dos cinco condados de Cleveland. O editor Doug Clifton defendeu a decisão do jornal, provocando uma disputa com um grupo de lobistas pró-porte. O senador estadual Steve Austria chamou de abuso do privilégio de acesso à mídia, dizendo que a publicação desses nomes ameaçaria a segurança dos homens e mulheres que obtiverem essas permissões. Um grupo de direitos de armas de Ohio publicou o endereço residencial e o número de telefone de Clifton.

### Controvérsia de "histórias contidas"
The Plain Dealer chegou às manchetes nacionais no verão de 2005, quando o editor Douglas Clifton anunciou que o jornal estava escondendo duas histórias "de profunda importância", depois que Judith Miller, do New York Times e Matthew Cooper, da Time Magazine, foram ordenadas a revelar fontes confidenciais que haviam fornecido informações sobre Valerie Plame, esposa de Joseph Wilson, agente da CIA. Wilson era um crítico proeminente do governo. A decisão de obrigar os repórteres a revelar fontes foi vista na mídia como uma licença para ir atrás de repórteres e jornais na sala de audiências por não revelar informantes confidenciais. Foi considerado uma violação da confiança entre o repórter e os informantes. Clifton foi difamado pela mídia como "não tendo espinha dorsal" e admitiu que as pessoas poderiam se referir a ele como "chickenshit" . Clifton disse à imprensa nacional que, embora ele e os repórteres envolvidos na história estivessem dispostos a serem presos por não revelar fontes, o departamento jurídico da Plain Dealer Publishing Company estava preocupado com o fato de o próprio jornal ser processado e se opor fortemente à impressão da publicação. histórias. "Falar não é uma opção e a prisão tem um preço muito alto a pagar", disse Clifton.
A controvérsia terminou quando o Cleveland Scene, um jornal semanal alternativo de Cleveland, publicou uma história semelhante. The Plain Dealer então imprimiu a história retida. Foi o relatório de uma investigação federal por corrupção do ex-prefeito Michael R. White, que foi divulgada à imprensa por um advogado do caso. A segunda história retida ainda não foi revelada.

### Marginalização de um crítico musical
Em 17 de setembro de 2008, Donald Rosenberg, crítico musical de 16 anos do The Plain Dealer, foi informado pela editora do jornal, Susan Goldberg, que ele não iria mais cobrir apresentações da Orquestra de Cleveland. Rosenberg havia criticado suas performances sob seu maestro Franz Welser-Möst, embora suas críticas a Welser-Möst como maestro de óperas tivessem sido positivas. Terrance CZ Egger, presidente e editor do jornal, está no conselho da orquestra.
Welser-Möst havia sido fortemente criticado durante seu mandato anterior na Orquestra Filarmônica de Londres, quando os críticos de Londres deram a ele o apelido de "Francamente Pior que a Maioria". Em dezembro de 2008, Rosenberg processou a Associação de Artes Musicais de Cleveland, o jornal e vários membros de sua equipe, alegando uma conspiração para que ele fosse rebaixado. Rosenberg desistiu de várias reclamações contra o jornal em 2009. Em agosto de 2009, um júri rejeitou as reivindicações restantes.

### Shirley Strickland Saffold
Em março de 2010, o Plain Dealer relatou que aproximadamente 80 comentários foram publicados em artigos em seu site por uma conta registrada no endereço de e-mail de Shirley Strickland Saffold, um juiz do Tribunal de Comandos do Condado de Cuyahoga. Vários dos comentários, postados sob o pseudônimo de lei, discutiram assuntos que estavam ou foram apresentados ao juiz.  Embora a filha do juiz, Sydney Saffold, 23 anos, tenha assumido a responsabilidade pelas publicações, o jornal conseguiu usar uma solicitação de registros públicos e determinar que os horários e datas exatos de algumas publicações correspondiam aos horários em que os artigos correspondentes estavam sendo publicados. visualizado no computador emitido pelo tribunal.  A revelação levou um advogado, que havia sido criticado nas publicações, a solicitar que o juiz se recuse de um julgamento por homicídio no qual ele representava o réu. Paul E. Pfeifer, juiz em exercício da Suprema Corte de Ohio, removeu Saffold do caso.
Em abril, o juiz processou o jornal, sua editora Susan Goldberg e empresas afiliadas por US $ 50 milhões, alegando violação de sua política de privacidade. Em dezembro de 2010, a Saffold desistiu da ação contra o jornal e chegou a um acordo com a Advance Internet, a afiliada da Plain Dealer que administrava o site do jornal. Os termos do acordo não foram divulgados, mas incluíram uma contribuição de caridade em nome da mãe de Saffold.

### Vídeo sobre remoção de debates
Em outubro de 2014, o Northeast Ohio Media Group recebeu os três candidatos a governador de Ohio no que seria sua única aparição conjunta. O debate foi realizado diante do conselho editorial do NEOMG (que também atua como conselho editorial do The Plain Dealer) e dos repórteres do NEOMG. Governador em exercício John Kasich, um republicano, ignorou amplamente seu principal rival, o democrata Ed FitzGerald. Kasich se recusou a admitir que podia ouvir as perguntas de FitzGerald, que estava sentado ao lado dele, e insistiu que um repórter as repetisse.
Durante o debate, uma câmera de vídeo foi posicionada oito pés na frente dos candidatos. O vídeo resultante foi publicado em Cleveland.com. Alguns dias depois, no entanto, ele foi removido. Quando outros sites publicaram cópias do vídeo excluído, o NEOMG enviou cartas ameaçando uma ação legal. A TechDirt informou que o proprietário do Cleveland Plain Dealer exigiu que o vídeo desagradável fosse retirado. As ações do NEOMG foram cobertas por outras organizações da mídia e foram criticadas pelos observadores da mídia. Chris Quinn, vice-presidente do NEOMG que enviou as cartas, recusou todos os pedidos de comentários.

Às 7 horas da manhã do dia seguinte à eleição, que Kasich —endossada pelo NEOMG— venceu com facilidade, a organização de notícias postou on-line uma explicação dos eventos escritos por seu representante leitor. A coluna citou isso como a explicação de Quinn: 
 Logo após a publicação do vídeo, a campanha da Kasich entrou em contato com ele e disse que não sabia que um vídeo seria publicado on-line. Quinn finalmente decidiu que seu fracasso em explicar explicitamente a presença de uma câmera de vídeo era injusto. Além disso, "eu pensei que, se eu declarasse minhas razões, o próximo passo óbvio seria as pessoas procurarem os candidatos e perguntarem se eles tinham alguma objeção em colocar o vídeo de volta", disse Quinn. "Isso significaria que meu erro poderia colocar as pessoas em uma situação desconfortável". 
 A explicação deixou pelo menos alguns críticos insatisfeitos.

## cleveland.com
The Plain Dealer é o principal colaborador de notícias do Cleveland.com, o portal regional de notícias, eventos e comunicações da Advance Digital via Northeast Ohio Media Group. O jornal não opera seu próprio site editorial. O Northeast Ohio Media Group administra um site separado para o lado comercial do jornal, incluindo publicidade. O Cleveland.com também apresenta notícias dos Sun Newspapers, que são um grupo de jornais menores, semanais e mais voltados para os subúrbios na área metropolitana da Grande Cleveland, também de propriedade da Advance Publications.
A qualidade do site (assim como outros sites da Advance Internet) foi criticada pela equipe, pela redação e pelos locais.

### Politifact Ohio
Em julho de 2010, The Plain Dealer lançou o PolitiFact Ohio, um site que analisa questões políticas relevantes para Ohio e a grande região de Cleveland. Também conduziu a verificação de fatos e foi produzido em conjunto com seu criador, o Tampa Bay Times. Quatro anos depois, o relacionamento terminou. Embora a operação tenha gerado críticas, a decisão de abandoná-la foi atribuída ao desejo de manter todo o conteúdo no Cleveland.com em vez do site separado PolitiFact Ohio, que permanece disponível como arquivo.